# 北海道道680号班渓美深停車場線
北海道道680号班渓美深停車場線（ほっかいどうどう680ごう ばんけびふかていしゃじょうせん）は、北海道中川郡美深町内を結ぶ一般道道（北海道道）である。

## 概要
- 路線名は「班渓（ばんけ）」で認定されるが、起点付近地名は「斑渓（ぱんけ）」である。

### 路線データ
- 起点：北海道中川郡美深町斑渓（美深歌登大規模林道交点）
- 終点：北海道中川郡美深町美深（JR北海道 宗谷本線 美深駅）
- 総延長：12.984 km
- 実延長：10.418 km
- 重用延長：2.566 km

### 道路管理者
- 上川総合振興局 旭川建設管理部 美深出張所

## 歴史
- 1970年（昭和45年）3月31日 - 路線認定[1]。

## 路線状況

### 重複区間
- 北海道道49号美深雄武線（美深 - 美深国道40号交点）
- 国道40号（美深北海道道49号交点 - 美深）

## 地理

### 通過する自治体
- 上川総合振興局
  - 中川郡美深町

### 交差する道路
美深町
- 名寄美深道路（国道40号） - 敷島（接続はしない）
- 北海道道49号美深雄武線 - 美深（重複）
- 国道40号 - 美深（重複）

### 沿線にある施設など
美深町
- 美深スキー場
- 美深町立美深中学校
- 美深町消防庁舎
- JR北海道 宗谷本線 美深駅